# Moto Guzzi Zigolo-serie
De Moto Guzzi Zigolo was een lichte motorfiets die Moto Guzzi in de jaren vijftig en zestig produceerde.

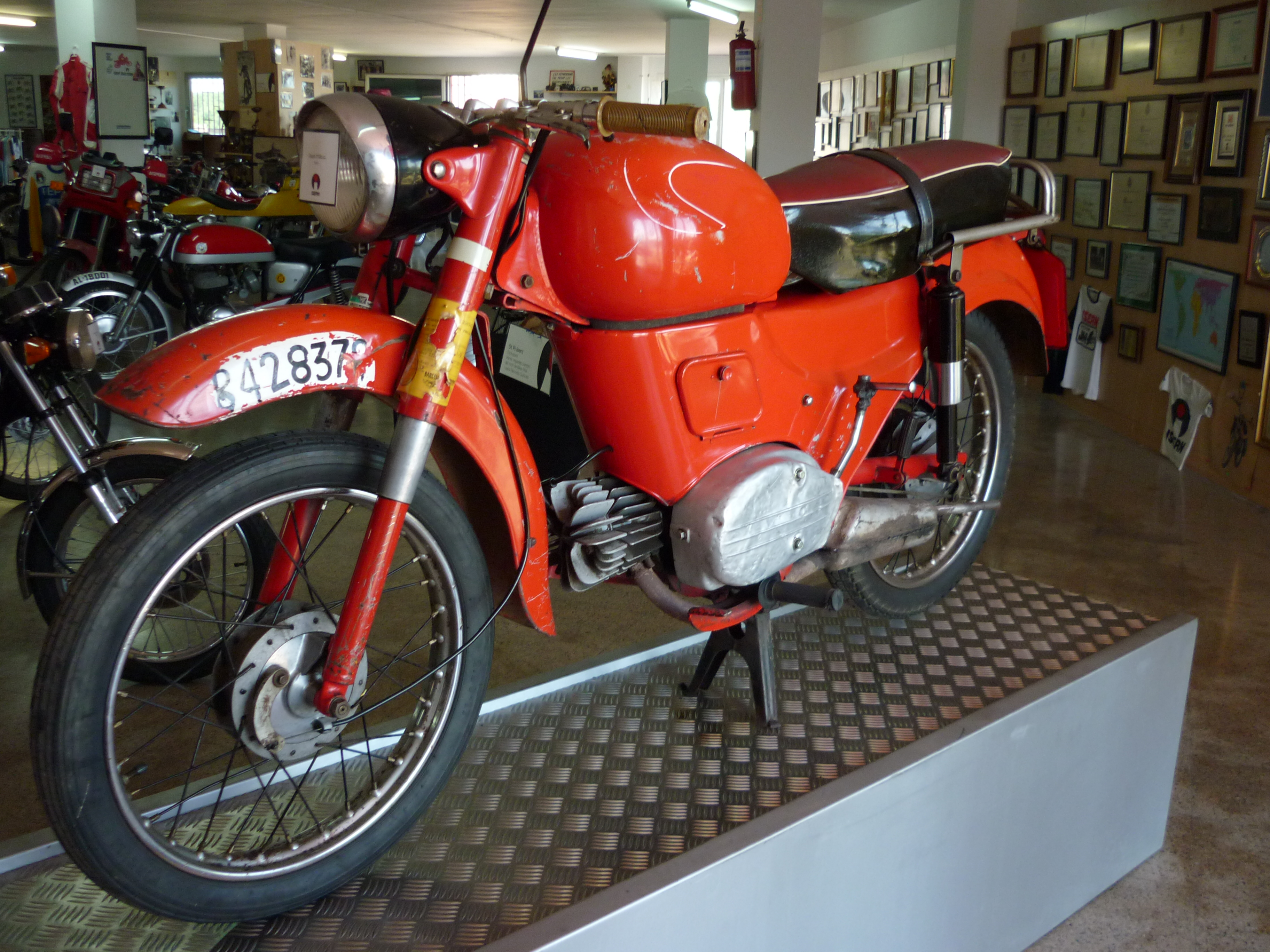
Moto Guzzi Zigolo 110

## Voorgeschiedenis
In 1946 had Moto Guzzi al de Motoleggera 65 op de markt gebracht, en in 1950 de 160 cc Moto Guzzi Galletto. Er was echter behoefte aan licht en goedkoop vervoer in het naoorlogse Italië en de Motoleggera was erg licht en de Galletto was een scooter. Er moest een nieuw model komen dat enerzijds tussen de beide andere modellen gepositioneerd werd en anderzijds de meer sportieve rijders zou aanspreken. De Zigolo (Gors) dankte zijn naam aan het feit dat Moto Guzzi al sinds 1939 vogelnamen voor de meeste modellen gebruikte.

## Zigolo (Turismo)
De Zigolo kwam in 1953 op de markt met een 98 cc tweetaktmotor. Hoewel de klanten nog niet gecharmeerd waren van motorfietsen met veel plaatwerk, kreeg de machine een volledig plaatframe, dat bijna uit één stuk bestond vanaf het balhoofd tot en met het achterspatbord. Dat had er waarschijnlijk ook mee te maken dat een plaatframe veel goedkoper te produceren was dan een buizenframe. De machine kostte in 1953 nog 169.000 Italiaanse lire, maar in de loop van de jaren daalde de prijs tot 135.000 lire. De motor was een liggende eencilinder met een aluminium cilinderkop en een gietijzeren cilinder. De Zigolo had nog 19 inch wielen en was grijs gespoten. Het motortje leverde 4 pk. Toen in 1954 de Zigolo Lusso verscheen, kreeg de standaard Zigolo de toevoeging "Turismo". Toen werd de tank zwart/grijs gespoten en kreeg de machine een verchroomd stuur.

## Zigolo Sport prototype
In 1954 bouwde men een prototype dat de naam "Sport" kreeg. Deze had een grotere cilinderkop en was rood gespoten. Hij leverde 6,8 pk en kon daardoor 100 km per uur halen. De Sport ging echter niet in productie.

## Zigolo Lusso
In plaats van de snelle Sport koos men bij Moto Guzzi voor de Lusso (Luxe). Deze kreeg eveneens de rode kleur, een duozadel en een laag sportstuur, maar de motor bleef de 4 pk versie die ook in de "standaard" Zigolo was gebruikt. In 1956 was dit de enige Zigolo die nog geproduceerd werd, waardoor Moto Guzzi zich met dit model alleen nog op de meer sportieve gebruikers richtte.

## Zigolo Mk II
In 1958 kreeg de machine een nieuwe cilinder, die nu van aluminium gemaakt was, met een cilindervoering van chroom. Dat was een procedé dat nog niet vaak was toegepast en op industriële schaal moeilijk uitvoerbaar was. Het vermogen steeg ook licht. De Zigolo Mk II was rood met witte flanken op de tank.

## Zigolo 110
De Zigolo 110 was de laatste van de serie, maar hield het wel het langste vol: van 1960 tot 1966. Er waren ook een aantal aanpassingen gedaan. De telescoopvork had een veel grotere veerweg, de uitlaat was veel compacter, tank en de voorwielnaaf waren gewijzigd. Zowel de boring als de slag waren vergroot om de cilinderinhoud op 110 cc te brengen. De Zigolo 110 was te herkennen aan de rode kleur met een dunne, witte bies op de tank.
De Zigolo-serie kreeg geen opvolger. Weliswaar werd in de jaren zestig begonnen met de 125 cc viertakt Stornello, maar die productie ving al in 1960 aan.

## Technische gegevens
| Moto Guzzi             | Zigolo                            | Zigolo Turismo                    | Zigolo Sport                      | Zigolo Lusso                      | Zigolo Mk II                      | Zigolo 110                             |
| ---------------------- | --------------------------------- | --------------------------------- | --------------------------------- | --------------------------------- | --------------------------------- | -------------------------------------- |
| Periode                | 1953                              | 1954-1955                         | 1954                              | 1954-1957                         | 1958-1959                         | 1960-1966                              |
| Categorie              | Lichte toermotor                  | Lichte toermotor                  | Prototype                         | Lichte sportmotor                 | Lichte sportmotor                 | Lichte sportmotor                      |
| Motortype              | tweetaktmotor                     | tweetaktmotor                     | tweetaktmotor                     | tweetaktmotor                     | tweetaktmotor                     | tweetaktmotor                          |
| Bouwwijze              | Liggende eencilinder              | Liggende eencilinder              | Liggende eencilinder              | Liggende eencilinder              | Liggende eencilinder              | Liggende eencilinder                   |
| Cilinder               | Gietijzer                         | Gietijzer                         | Gietijzer                         | Gietijzer                         | Aluminium                         | Aluminium                              |
| Cilinderkop            | Aluminium                         | Aluminium                         | Aluminium                         | Aluminium                         | Aluminium                         | Aluminium                              |
| Carburateur            | Dell'Orto MAF 15 B1               | Dell'Orto MAF 15 B1               | Onbekend                          | Dell'Orto MAF 15 B1               | Onbekend                          | Onbekend                               |
| Ontsteking             | Vliegwielmagneet                  | Vliegwielmagneet                  | Vliegwielmagneet                  | Vliegwielmagneet                  | Vliegwielmagneet                  | Vliegwielmagneet                       |
| boring                 | 50 mm                             | 50 mm                             | 50 mm                             | 50 mm                             | 50 mm                             | 52 mm                                  |
| slag                   | 50 mm                             | 50 mm                             | 50 mm                             | 50 mm                             | 50 mm                             | 52 mm                                  |
| Cilinderinhoud         | 98,2 cc                           | 98,2 cc                           | 98,2 cc                           | 98,2 cc                           | 98,2 cc                           | 110,4 cc                               |
| Smeersysteem           | Mengsmering 20:1                  | Mengsmering 20:1                  | Mengsmering 20:1                  | Mengsmering 20:1                  | Mengsmering 20:1                  | Mengsmering 20:1                       |
| Compressieverhouding   | 6:1                               | 6:1                               | Onbekend                          | 6:1                               | Onbekend                          | Onbekend                               |
| Max. Vermogen          | 4 pk bij 5.200 tpm                | 4 pk bij 5.200 tpm                | 6,8 pk                            | 4 pk bij 5.200 tpm                | 4,6 pk                            | 4,8 pk                                 |
| Topsnelheid            | 76 km/h                           | 76 km/h                           | 100 km/h                          | 76 km/h                           | 76 km/h                           | 76 km/h                                |
| Primaire aandrijving   | Tandwielen                        | Tandwielen                        | Tandwielen                        | Tandwielen                        | Tandwielen                        | Tandwielen                             |
| Koppeling              | Meervoudige natte platenkoppeling | Meervoudige natte platenkoppeling | Meervoudige natte platenkoppeling | Meervoudige natte platenkoppeling | Meervoudige natte platenkoppeling | Meervoudige natte platenkoppeling      |
| Versnellingen          | 3 Voetgeschakeld                  | 3 Voetgeschakeld                  | 3 Voetgeschakeld                  | 3 Voetgeschakeld                  | 3 Voetgeschakeld                  | 3 Voetgeschakeld                       |
| Secundaire aandrijving | Ketting                           | Ketting                           | Ketting                           | Ketting                           | Ketting                           | Ketting                                |
| frame                  | Plaatframe                        | Plaatframe                        | Plaatframe                        | Plaatframe                        | Plaatframe                        | Plaatframe                             |
| Wielbasis              | 1.240 mm                          | 1.240 mm                          | 1.240 mm                          | 1.240 mm                          | 1.240 mm                          | 1.240 mm                               |
| Vering vóór            | Telescoopvork                     | Telescoopvork                     | Telescoopvork                     | Telescoopvork                     | Telescoopvork                     | Telescoopvork                          |
| Vering achter          | Swingarm met frictiedempers       | Swingarm met frictiedempers       | Swingarm met frictiedempers       | Swingarm met frictiedempers       | Swingarm met frictiedempers       | Swingarm met hydraulische schokdempers |
| Wielen                 | 19" x 2.00                        | 19" x 2.00                        | 17"                               | 17"                               | 17"                               | 17"                                    |
| Banden                 | 19" x 2.50                        | 19" x 2.50                        | 17"                               | 17"                               | 17"                               | 17"                                    |
| Rem(men)               | simplexremmen vóór en achter      | simplexremmen vóór en achter      | simplexremmen vóór en achter      | simplexremmen vóór en achter      | simplexremmen vóór en achter      | simplexremmen vóór en achter           |
| Gewicht                | 78 kg                             | 78 kg                             | 78 kg                             | 78 kg                             | 78 kg                             | 78 kg                                  |
| Tankinhoud             | 13,5 Liter                        | 13,5 Liter                        | 13,5 Liter                        | 13,5 Liter                        | 13,5 Liter                        | 13,5 Liter                             |
| Voorganger             | Geen                              | Zigolo                            | Geen                              | Sport                             | Zigolo Lusso                      | Zigolo Mk II                           |
| Opvolger               | Zigolo Turismo                    | Geen                              | Zigolo Lusso                      | Zigolo Mk II                      | Zigolo 110                        | Geen                                   |